# Visegrád
Visegrád är en liten stad i Ungern med 1 879 invånare (2020). Den ligger cirka 50 kilometer norr om Budapest och har ett strategiskt läge i Donaukröken och en rik historia. Staden är känd för lämningarna av ett renässanspalats uppfört av den ungerske kungen Matthias Corvinus samt ett medeltida citadell. År 1335 var den ungerske kungen Karl I värd här för ett möte med den böhmiske kungen Johan av Luxemburg (Johan den blinde) och den polske kungen Kasimir III.
Med anknytning till tidigare historiska samarbeten länderna emellan bildade 1991 Polen, Tjeckoslovakien och Ungern här Visegrádgruppen. Tjeckoslovakien efterträddes senare av Tjeckien och Slovakien i denna grupp.